# Timbre (canto)
El timbre del cantante es el espectro específico de una voz, que consiste en el sonido básico y los formantes vocales. El timbre vocal es producido a través de la filtración de armónicos (afines frecuentes), cuando el sonido inicial de la laringe pasa por el tracto vocal.
Los constituyentes del timbre son la frecuencia portador, los formantes de vocal, los formantes "de cantante" y los armónicos restantes. La voz formada de un cantante de ópera consta de aproximadamente once armónicos parciales. Una voz no formada tiene un espectro más amplio de armónicos, lo que resulta en un sonido frecuentemente descrito como "menos limpio". Aproximadamente el 20% de la energía inicial del sonido es emitida por el "formante de cantante".
En el canto lírico, el buen timbre vocal frecuentemente se describe como un sonido "brillante". Sonidos brillantes contienen un armónico denominado formante de cantante. El formante del cantante es un armónico constante en una frecuencia entre 2800 y 3200 hz. Esa frecuencia concuerda con la frecuencia propia de la Pars petrosa, el hueso contenedor del oído. Al inducir la vibración de ese hueso, los sonidos portadores de armónicos formantes son distinguibles dentro de un sonido de orquesta.

## Literatura
- Fischer, Peter-Michael (1998). Die Stimme des Sängers. Stuttgart:Metzler. 3-4760-1604-8.

- Datos: Q5650626